# Benedito Roberto
Benedito Roberto C.S.Sp. (ur. 5 listopada 1946 w Mussende Gango, zm. 8 listopada 2020 w Malanje) – angolański duchowny katolicki, arcybiskup Malanje w latach 2012–2020.

## Życiorys
Święcenia kapłańskie przyjął 18 października 1981 w Zgromadzeniu Ducha Świętego.
15 grudnia 1995 został mianowany biskupem diecezji Novo Redondo. Sakry biskupiej udzielił mu 25 lutego 1996 nuncjusz apostolski w Angoli – arcybiskup Félix del Blanco Prieto.
19 maja 2012 Benedykt XVI mianował go arcybiskupem metropolitą Malanje.
Zmarł 8 listopada 2020.